# Карабулак (Каркаралінський район)
Карабула́к (каз. Қарабұлақ) — село у складі Каркаралінського району Карагандинської області Казахстану. Адміністративний центр Балкантауського сільського округу.
Населення — 522 особи (2021; 772 у 2009, 905 у 1999, 1122 у 1989).
Національний склад станом на 1989 рік:
- казахи — 100 %.

У радянські часи село називалось Совхоз Комсомольський.